# Robert Schweitzer
Robert Schweitzer (* 20. Dezember 1947 in Kassel) ist ein deutscher Osteuropa-Historiker mit Schwerpunkt Finnland und Bibliothekar.

## Leben
Robert Schweitzer studierte Geschichte, Slawistik und Politologie an den Universitäten Marburg und Helsinki.
Nach seiner Promotion 1978 über das Großfürstentum Finnland im Russischen Reich trat er in den Höheren Bibliotheksdienst ein. Er war zunächst an der Württembergischen Landesbibliothek in Stuttgart tätig. Von 1982 bis 1988 war er zugleich Lehrbeauftragter für osteuropäische Geschichte an der Universität Stuttgart.
1988 kam er als Stellvertretender Direktor an die Stadtbibliothek Lübeck. Zu seinen Aufgaben gehörte die Betreuung des bedeutenden Altbestands sowie des Sondersammelgebiets Ostseeraum. In seine Amtszeit fiel die Rückkehr von über 7000 Bänden, vor allem aus Armenien und Georgien, die nach Auslagerung im Zweiten Weltkrieg als Beutekunst in die UdSSR gelangt und auf Teilrepubliken verteilt worden waren. Zusammen mit dem Direktor Jörg Fligge organisierte er im Juni 1992 das Symposion Bibliotheca Baltica. Daraus entstand die gleichnamige Arbeitsgemeinschaft von Bibliotheken im Ostseeraum, deren Sekretär Schweitzer wurde. 2008 wurde er für ein Forschungsvorhaben beurlaubt; 2010 ging er in den Ruhestand.
Schweitzer ist seit 1991 bei der Aue-Stiftung in Helsinki engagiert, zuerst als Forschungsleiter, heute als Mitglied des Beirats der Stiftung. Er ist Vorstandsmitglied der Deutschen Auslandsgesellschaft, seit 1985 ordentliches Mitglied der Baltischen Historischen Kommission und zeitweise in deren Vorstand als Beisitzer.
Neben der Geschichte Finnlands gilt sein besonderes Interesse den Kulturverbindungen zwischen dem deutschsprachigen Raum und Nordosteuropa.

## Auszeichnungen
- Bundesverdienstkreuz am Bande (1998)

## Mitgliedschaften
- Baltische Historische Kommission e. V., ordentliches Mitglied[8]

## Werke
- Autonomie und Autokratie: die Stellung des Grossfürstentums Finnland im russischen Reich in der 2. Hälfte des 19. Jahrhunderts (1863–1899). Giessen: Schmitz 1978, zugl.: Marburg, Univ., Fachbereich Geschichtswiss., Diss., 1977 (= Osteuropastudien der Hochschulen des Landes Hessen / Reihe 2 / Marburger Abhandlungen zur Geschichte und Kultur Osteuropas 19)
- Lübecker in Finnland: historischer Hintergrund und Auswanderung in der Autonomiezeit. Helsinki 1991
- Die alten und wertvollen Bestände der Stadtbibliothek: Entstehung der Sammlung, Geschichte der Auslagerung, Bedeutung der Rückkehr. In: Der Wagen 1992, S. 73–105
- Die Wiborger Deutschen. Helsinki 1993
- mit Siegrid Kochendörfer, Elisabeth Smolinski: Katalog der Schulprogrammsammlung der Stadtbibliothek Lübeck. Lübeck 2000 ISBN 978-3-933652-10-2 (= Veröffentlichung der Stadtbibliothek Lübeck; Reihe 3, Bd. 12)
- Deutscher aus Rußland und finnischer Europäer – Theodor Aue: Familie, Leben, Vermächtnis. Helsinki 2000 (Digitalisat)
- Wiedereingliederung: Freude und Frust in Lübeck. Heidelberg: arthistoricum.net 2004 (Volltext)
- Uta-Maria Liertz (Hrsg.): Finnland, das Zarenreich und die Deutschen: gesammelte Studien zum europäischen Nordosten; Festgabe zum 60. Geburtstag des Verfassers. Helsinki 2008 ISBN 978-3-7950-7065-6 (Aufsatzsammlung/Festschrift, mit Bibliographie)
- (Hrsg.): Zweihundert Jahre deutsche Finnlandbegeisterung: zur Entwicklung des deutschen Finnlandbildes seit August Thiemes „Finnland“-Poem von 1808 : Beiträge anlässlich des VII. Internationalen Symposiums zur Deutschen Kultur und Geschichte im Europäischen Nordosten. (= Schriftenreihe des Finnland-Instituts in Deutschland 11) Berlin: BWV 2010 ISBN 978-3-8305-1746-7
- Theodor Aue und seine Stiftung. Helsinki 2022